# Grotte sacre minoiche
Le grotte sacre e i santuari montani dell'antica civiltà minoica sono sparsi per tutto il territorio dell'attuale isola di Creta.  La maggior parte degli studiosi concordano sul fatto che le grotte sacre fossero state utilizzate dai minoici per riti religiosi.
Mentre tutti i santuari montani minoici hanno statuette d'argilla antropomorfe, tra le grotte sacre soltanto Ida e Psychro presentano questi oggetti.  Parti del corpo in argilla, chiamate anche parti corporee votive, comuni tra i santuari montani, non appaiono in nessuna grotta, eccetto una gamba di bronzo trovata a Psychro.

## Grotte sacre orientali e centro-orientali
- Psychro (detta anche Grotta Dictea)
- Phaneromeni
- Skotino
- Arkalochori
- Inatos
- Phaneromeni

## Grotte sacre centro-meridionali
- Kamares

## Grotte sacre occidentali
- Mameloukou

## Fonti
- Jones, Donald W., Santuari montani e grotte sacre della Creta minoica, 1999, ISBN 91-7081-153-9.